# Lucas Confurius
Lucas Confurius (* 1989 in Starnberg) ist ein deutsch-niederländischer Schauspieler.

## Leben
Lucas Confurius wurde als Sohn des Schriftstellers und Autor Gerrit Confurius und der niederländischen Schauspielerin Chun Mei Tan geboren. Er ist der ältere Bruder von Henriette Confurius (* 1991), die ebenfalls Schauspielerin ist. Als Jugendlicher trat er am Tacheles Theater in Berlin in einer Inszenierung von Warten auf Godot auf.
Confurius wirkte in mehreren Film- und Fernsehproduktionen mit. 2001 hatte er mit dem Fernsehspielfilm Nur mein Sohn war Zeuge sein Filmdebüt. 2004 verkörperte er in Sugar Orange einen Jungen mit einem Fußball. Sein Bruder Carl Confurius spielte im selben Film einen seiner Mitschüler. In der Fernsehserie Die Stein hatte er 2008 eine durchgehende Seriennebenrolle als Schüler Äneas Breuer. In der Fernsehserie In aller Freundschaft hatte er in der Folge 509 mit dem Titel „Rückkehr“, die im März 2011 erstmals ausgestrahlt wurde, eine Episodenhauptrolle; er verkörperte den 19-jährigen Nils Henschel, der nach einer Lebertransplantation schwer erkrankt. Im Polizeiruf 110: Zwei Brüder (Erstausstrahlung: November 2011) war er in der Rolle des Polizeipraktikanten Steven zu sehen. In der ZDF-Serie Krimi.de spielte er 2013 in der Folge mit dem Titel „Einer von uns“ den aus der Region Bergkarabach stammenden armenischen Jugendlichen Levon, der aus Deutschland abgeschoben werden soll; Confurius spielte einen Freund der Serienhauptfigur Conny Lange. In der ZDF-Serie Notruf Hafenkante spielte er in der Folge mit dem Titel „Good Cop, Bad Cop“ (Erstausstrahlung: Oktober 2013) ebenfalls eine Episodenhauptrolle; er war der Ex-Häftling und Politaktivist Jimmy Haprecht.
Confurius lebt in Wien.

## Filmografie
- 2001: Streit um drei (Folge 1.299)
- 2001: Nur mein Sohn war Zeuge (Fernsehfilm)
- 2002: Achterbahn (Folge: Fernweh)
- 2002: Die Cleveren (Folge: Im Namen der Liebe)
- 2004: Sugar Orange
- 2008: Die Stein (Fernsehserie)
- 2011: In aller Freundschaft (Folge: Rückkehr)
- 2011: Polizeiruf 110: Zwei Brüder (Fernsehfilm)
- 2012: Nicht mit mir, Liebling (Fernsehfilm)
- 2012: A Low Life Mythology
- 2013: Krimi.de (Folge: Einer von uns)
- 2013: Notruf Hafenkante (Folge: Good Cop, Bad Cop)
- 2019:  Ich war zuhause, aber…